# عنصرية
العنصرية العنصرية، والتمييز العنصري، وكره الأجانب، وما يتصل بذلك من تعصب تحدث على أساس العنصر أو اللون أو النسب أو الأصل القومي أو العرقي، وأن الضحايا يمكن أن يعانوا من أشكال متعددة أو متفاقمة من التمييز استناداً إلى أسس أخرى ذات صلة مثل الجنس أو اللغة أو الدين أو الرأي السياسي أو غيره أو الملكية أو المولد أو أي وضع أخر.
أولئك الذين ينفون أن يكون هناك مثل هذه الصفات الموروثة (صفات اجتماعية وثقافية غير شخصية) يعتبرون أي فرق في المعاملة بين الناس على أساس وجود فروق من هذا النوع تمييزاً عنصرياً. بعض الذين يقولون بوجود مثل هذه الفروق الموروثة يقولون أيضاً بأن هناك جماعات أو أعراق أدنى منزلة من جماعات أو أعراق أخرى. وفي حالة المؤسسة العنصرية، أو العنصرية المنهجية، فإن مجموعات معينة قد تُحرَم حقوقاً أو امتيازات، أو تؤثر في المعاملة على حساب أخرى.
بالرغم من أن التمييز العنصري يستند في كثير من الأحوال إلى فروق جسمانية بين المجموعات المختلفة، ولكن قد يتم التمييز عنصرياً ضد أي شخص على أُسس إثنية أو ثقافية، دون أن يكون لديه صفات جسمانية. كما قد تتخذ العنصرية شكلاً أكثر تعقيداً من خلال العنصرية الخفية التي تظهر بصورة غير واعية لدى الأشخاص الذين يُعلنون التزامهم بقيم التسامح والمساواة.
وبحسب إعلان الأمم المتحدة فإنه لا فرق بين التمييز العنصري والتمييز الإثني أو العرقي.
هناك بعض الدلائل على أن تعريف العنصرية تَغير عبر الزمن، وأن التعريفات الأولى للعنصرية اشتملت على اعتقاد بسيط بأن البشر مقسّمون إلى أعراق منفصلة. يرفض جُل علماء الأحياء وأخصائيو علم الإنسان وعلم الاجتماع هذا التقسيم مُفضِلين تقسيمات أخرى أكثر تحديداً أو خاضعة لمعايير يمكن إثباتها بالتجربة، مثل التقسيم الجغرافي الإثنية أو ماضي فيه قَدر وافر من زيجات الأقارب.

## أصل الكلمة وتعريفها واستخدامها
- في القرن التاسع عشر، اعتقد العديد من العلماء بأن البشر يمكن تقسيمهم إلى أعراق. المصطلح «عنصرية» هو اسم يصف حالة كون شخص ما عنصريًّا، أي اعتقاد الشخص بأنه يمكن أو يجب تصنيف البشر إلى أعراق ذات قدرات وميول مختلفة، مما يُحفّز بدوره الإيديولوجيات السياسية التي تهدف إلى توزيع الحقوق والامتيازات على أساس الفئات العرقية حيث يتم تميز عرق بحقوق وامتيازات أكثر من الآخر. قد يكون المصطلح «عنصري» صفة أو اسم، والصفة هنا تستخدم لتصف الشخص الذي يحمل تلك المعتقدات.[7] أما أصل كلمة «عرق» فهو غير واضح. اتفق علماء اللغة بشكل عام على أن هذا المصطلح جاء الي اللغة الإنجليزية من اللغة الفرنسية الوسطى والتي كان يتحدثها الفرنسيون في القرن الرابع عشر وحتى القرن السابع عشر، لكن لا يوجد اتفاق عام مماثل حول كيفية وصوله إلى اللغات المنحدرة من اللاتينية. ولكن ظهر مقترح حديث ينص على أنه مشتق من الكلمة العربية رأس (ra's)، والتي تعني «رأس أو بداية أو أصل»، أو من الكلمة العبرية روش (rosh) التي لها نفس المعنى.[8] اعتقد المؤسسون الأوائل لنظريات العرق بأن بعض الأجناس أدنى من غيرها، وبالتالي اعتقدوا أن المعاملة التفاضلية للأجناس لها ما يبررها تمامًا.[9][10][11][12] بُنيت هذه النظريات المبكرة علي فرضيات البحث العلمي الزائفة؛ وتُعرّف المساعي الجماعية لتحديد وتشكيل فرضيات حول الاختلافات العرقية بشكل كافٍ بالعنصرية العلمية، ومع ذلك اعتبر هذا اللفظ مغلوط، بسبب نقص الأدلة العلمية الفعلية التي تدعم هذه الادعاءات.

حالياً، يرفض معظم علماء الأحياء والأنثروبولوجيا والاجتماع تصنيف الأجناس طبقًا لمعايير محدّدة و/أو معايير تجريبيّة مثل الجغرافيا أو العرق أو تاريخ زواج الأقارب. حتى الآن، هناك القليل من الأدلة في أبحاث الجينوم البشري التي تشير إلى أنه يمكن تعريف العرق بطريقة صحيحة لتحديد التصنيف الجيني للبشر.
وكما يوضح لنا التاريخ فإن الاستخدام الشائع لكلمة عنصرية حديث نسبيًا. حيث انتشرت الكلمة في العالم الغربي في ثلاثينيات القرن الماضي، عندما تم استخدامها لوصف الأنتمائات الاجتماعية والسياسية للنازية، التي تعاملت مع «العرق» علي أنه وحدة سياسية محددة بشكل طبيعي. من المتفق عليه عمومًا أن العنصرية كانت موجودة قبل استخدام هذا المصطلح، ولكن لا يوجد اتفاق واسع على تعريف واحد لما يوصف العنصرية وما لا يوصف بالعنصرية. اليوم، يفضل بعض علماء العنصرية استخدام مفهوم العنصرية في التعددية العنصرية، من أجل التأكيد على العديد من الأشكال المختلفة التي لا تندرج بسهولة تحت تعريف واحد. كما يجادلون بأن أشكالًا مختلفة من العنصرية قد ميزت فترات تاريخية ومناطق جغرافية مختلفة. يلخص جارنر التعاريف المختلفة الموجودة للعنصرية ويحدد ثلاثة عناصر مشتركة واردة في تلك التعريفات للعنصرية. العنصر الأول هو العلاقة التاريخية الهرمية القوية بين مجموعات البشر؛ والعنصر الثاني هو مجموعة من الأفكار الأيديولوجية حول الاختلافات العرقية؛، والعنصر الثالث هو الممارسات والأفعال التمييزية.

### القانون
على الرغم من أن العديد من البلدان حول العالم قد أقرت قوانين تتعلق بالعرق والتمييز، إلا أن أول قانون دولي هام لحقوق الإنسان طورته الأمم المتحدة كان الإعلان العالمي لحقوق الإنسان (UDHR) الذي تبنته الجمعية العامة للأمم المتحدة في عام 1948م. يقر الإعلان العالمي لحقوق الإنسان بأنه لكي يعامل الناس بكرامة، فإنهم يحتاجون إلى حقوق اقتصادية وحقوق اجتماعية والتي من ضمنها التعليم والحق في المشاركة الثقافية والسياسية والحرية المدنية. وينص كذلك على أن لكل فرد الحق في هذه الحقوق «دون تمييز من أي نوع كالعرق أو اللون أو الجنس أو اللغة أو الدين أو الرأي السياسي أو غيره أو الأصل القومي أو الاجتماعي أو الملكية أو المولد أو أي وضع آخر».
لا تُعرّف الأمم المتحدة «العنصرية». ومع ذلك، فإنها تُعرف «التمييز العنصري». وذلك وفقًا لاتفاقية الأمم المتحدة الدولية لعام 1965م بشأن القضاء على جميع أشكال التمييز العنصري.

يقصد بتعبير «التمييز العنصري» أي تمييز أو استثناء أو تقييد أو تفضيل يقوم علي أساس العرق أو اللون أو النسب أو الأصل القومي أو الإثني ويستهدف أو يسُتتبع بتعطيل أو عرقلة الاعتراف بحقوق الإنسان والحريات الأساسية أو التمتع بها أو ممارستها، علي قدم المساواة، في المجال السياسي أو الاقتصادي أو الاجتماعي أو الثقافي أو في أي مجال آخر من مجالات الحياة العامة.

في إعلان منظمة الأمم المتحدة للتربية والعلم والثقافة (اليونسكو) لعام 1978م بشأن العرق والتحيز العنصري (المادة 1)، تنص الأمم المتحدة على أن «جميع البشر ينتمون إلى نوع واحد وينحدرون من سلالة مشتركة. متساوون في الكرامة والحقوق ويشكلون جميعًا جزءًا لا يتجزأ من الإنسانية».
لا يميز تعريف الأمم المتحدة للتمييز العنصري بين التمييز على أساس العرق والإثنية، ويرجع ذلك جزئيًا إلى أن التمييز بين الاثنين كان محل نقاش بين الأكاديميين، بما في ذلك علماء الأنثروبولوجيا. وبالمثل، في القانون البريطاني، تعني عبارة «المجموعة العرقية» أي مجموعة من الأشخاص يتم تحديدهم بالرجوع إلى عرقهم أو لونهم أو جنسيتهم (بما في ذلك الجنسية) أو أصلهم العرقي أو القومي.
في النرويج، حُذفت كلمة «العرق» من القوانين الوطنية المتعلقة بالتمييز لأن استخدام هذه الكلمة كان يعتبر غير أخلاقي ومسبب للمشاكل. يحظر قانون مناهضة التمييز النرويجي التمييز على أساس العرق والأصل القومي والنسب ولون البشرة.

### العلوم الاجتماعية والسلوكية
عرف علماء الاجتماع «العرق» بالبنية الاجتماعية. هذا يعني أنه على الرغم من أن مفاهيم العرق والعنصرية تستند إلى خصائص بيولوجية يمكن ملاحظتها، فإن أي استنتاجات مستخلصة حول العرق على أساس تلك الملاحظات تتأثر بشدة بالإيديولوجيات الثقافية. العنصرية كأيديولوجية موجودة في المجتمع على المستويين الفردي والمؤسسي.
في حين أن الكثير من الأبحاث التي أُجريت خلال نصف القرن الماضي أو نحو ذلك قد ركزت على «العنصرية البيضاء» في العالم الغربي، يمكن العثور في الروايات التاريخية على الممارسات الاجتماعية القائمة على أساس التميز بين الأعراق في جميع أنحاء العالم. وبذلك يمكن تعريف العنصرية بشكل مفصل لتشمل التحيزات الفردية والجماعية وأعمال التمييز التي ينتج عنها مزايا مادية وثقافية تُمنح للأغلبية أو لمجموعة اجتماعية مهيمنة. فنجد أن تلك العنصرية البيضاء المزعومة تركز على المجتمعات التي يشكل فيها السكان البيض الأغلبية أو المجموعة الاجتماعية المهيمنة. ذكرت الدراسات التي أجريت على هذه المجتمعات ذات الأغلبية البيضاء أنه يُطلق على على كل أنواع المزايا المادية والثقافية عادةً اسم الامتياز الأبيض.
الدراسات التي أجريت على العرق والعلاقات بين الأعراق هي من أبرز المجالات في كلاً من علمي الاجتماع والاقتصاد. يركز الكثير من الأدب الاجتماعي على العنصرية البيضاء. كانت مؤلفات العالم الاجتماعي دبليو إي بي دو بوا أول أمريكي من أصل أفريقي حصل على درجة الدكتوراه من جامعة هارفارد من أوائل الأعمال الاجتماعية حول العنصرية. كتب دو بوا "إن مشكلة القرن العشرين هي مشكلة خط اللون." في عام 1993م عرف ويلمان العنصرية على أنها من المعتقدات المسموح بها ثقافيًا والتي بغض النظر عن النوايا المعنية، فإنها تدافع عن المزايا التي يتمتع بها البيض بسبب أن لأقليات العرقية كانت تشغل الوظائف التبعية". في كل من علم الاجتماع والاقتصاد غالبًا ما تُعرف نتائج الأعمال العنصرية بعدم المساواة في الدخل والثروة وصافي الثروة وكيفية الوصول إلى الموارد الثقافية الأخرى (مثل التعليم) بين جميع الطوائف العرقية.
في علم الاجتماع وعلم النفس الاجتماعي غالبًا ما تُستخدم الهوية العرقية واكتساب تلك الهوية كعامل في دراسات العنصرية. تؤثر الأيديولوجيات العنصرية والهوية العرقية على تصور الأفراد للعرق والتمييز. في عام 1999م عرف كلاً من كازناف وماديرن العنصرية على أنها «ظام شديد التنظيم من الامتياز الجماعي القائم على 'العرق' الذي يعمل على جميع مستويات المجتمع ومتماسكًا بأيديولوجية متطورة من سيادة اللون أو العرق. ويبدو أن المركزية العرقية (مدى اعتراف الثقافة بالهوية العرقية للأفراد) تؤثر على درجة التمييز التي يراها الشباب الأمريكي من أصل أفريقي في حين أن الأيديولوجية العنصرية قد تعوق الآثار العاطفية الضارة لذلك التمييز». وجد سيلرز وشيلتون في عام 2003م أن العلاقة بين التمييز العنصري والاضطراب العاطفي كانت معتدلة بسبب الأيديولوجية العرقية والمعتقدات الاجتماعية.
يذهب بعض علماء الاجتماع أيضًا ولا سيما في الغرب حيث كثيراً ما تُعاقب العنصرية سلباً في المجتمع إلى أن العنصرية تغيرت من كونها تعبيراً صارخاً إلى تعبير أكثر تبطنًا عن التحيز العنصري. الأشكال الأحدث للعنصرية «الأكثر خفية والأقل قابلية للاكتشاف» والتي يمكن اعتبارها جزءًا لا يتجزأ من العمليات والهياكل الاجتماعية هي أكثر صعوبة في الاستكشاف وكذلك التحدي. بينما ظهر أنه في حين أن العنصرية العلنية أو الصريحة في العديد من البلدان أصبحت من المحرمات بشكل متزايد، حتى بين أولئك الذين يظهرون مواقف صريحة للمساواة، لا تزال العنصرية الضمنية أو المكروهة قائمة دون وعي.
تمت دراسة هذه العملية دراسة مستفيضة في علم النفس الاجتماعي بوصفها رابطات ضمنية ومواقف ضمنية، وهي عنصر من عناصر الإدراك الضمني. المواقف الضمنية هي التقييمات التي تحدث دون وعي واع بموضوع الموقف أو بالنفس. هذه التقييمات بشكل عام إما أن تكون مواتية أو غير مواتية، وهي تأتي من التأثيرات المختلفة للتجارب الفردية. لا تُحدد المواقف الضمنية بوعي (أو بشكل غير دقيق) من آثار التجارب السابقة التي ترتبط بشكل غير مباشر بالمشاعر أو الأفكار أو الإجراءات المواتية أو غير المواتية تجاه الأشياء الاجتماعية. هذه المشاعر أو الأفكار أو الأفعال لها تأثير على سلوك الفرد الذي قد لا يكون على علم به.
لذلك، يمكن أن تؤثر العنصرية اللا واعية على معالجتنا البصرية وكيف تعمل عقولنا عندما نتعرض بشكل لا شعوري لوجوه بألوان مختلفة. عند التفكير في الجريمة على سبيل المثال، ترى عالمة النفس الاجتماعي جينيفر إل إبرهارت من جامعة ستانفورد أن «السواد مرتبط جدًا بالجريمة، فأنت على استعداد لاختيار هدف هذه الجريمة.» ويمكن أن تتسبب عنصرية اللاوعي في سلوكنا تجاه الآخرين أو حتى تجاه الأشياء." وبالتالي يمكن أن تنشأ الأفكار والأفعال العنصرية من قوالب نمطية ومخاوف لسنا على علم بها. على سبيل المثال حذر العلماء والناشطون من أن استخدام الصورة النمطية "الأمير النيجيري «للإشارة إلى المحتالين الذين يطلبون رسومًا مسبقة هو أمر عنصري، أي اختزال صورة نيجيريا إلى دولة من المحتالين والأمراء المحتالين، وهذا ما يفعله ولا يزالون يفعلونه بعض الأشخاص عبر الإنترنت، هو الصورة النمطية التي يجب استبعادها».

### العلوم الإنسانية
تعد دراسة مجالات كاللغة وعلم اللغويات والخطاب من أنشط الدراسات في العلوم الإنسانية، إلى جانب الأدب والفنون. يسعى تحليل الخطاب إلى الكشف عن معنى العرق وأفعال العنصريين من خلال دراسة متأنية للطرق التي يتم بها وصف هذه العوامل في المجتمع البشري ومناقشتها في مختلف الأعمال المكتوبة والشفوية. على سبيل المثال، قام فان دايك عام 1992م بدراسة وفحص الطرق المختلفة التي يتم بها وصف أشكال العنصرية والأفعال العنصرية من قبل مرتكبي مثل هذه الأعمال وكذلك من قبل ضحاياهم. ولاحظ فان دايك أنه عندما يكون لوصف مثل هذه الأفعال آثار سلبية على الأغلبية، وخاصةً على النخب البيضاء، فإنه كثيراً ما ينظر إليها على أنها مثيرة للجدل وعادة ما تكون هذه التفسيرات المثيرة للجدل مشفوعة بعلامات اقتباس أو يتم استقبالها بعبارات البعد أو الشك. الكتاب المذكور سابقا «أرواح الناس السود» للمؤلف وليام إدوارد بورغاردت دو بويز والذى يمثل الأدب الأمريكي الأفريقي المبكر الذي يصف تجارب المؤلف مع العنصرية عندما كان مسافرا في الجنوب كأمريكي من أصل أفريقي.
ركز الكثير من الأدب الخيالي الأمريكي على قضايا العنصرية و«التجربة العرقية» السوداء في الولايات المتحدة، بما في ذلك الأعمال التي كتبها البيض، مثل مقصورة العم توم، ولتقتل الطائر المغرد، ومحاكة الحياة، أو حتى في الأعمال غير الخيالية مثل الأسود يشبهني. تتغذى هذه الكتب وغيرها من مثيلاتها على ما أُطلق عليه «رواية المخلص الأبيض في الفيلم»، حيث يكون الأبطال والبطلات من البيض رغم أن القصة تدور حول
أحداث تحدث لشخصيات سوداء. يمكن أن يتناقض التحليل النصي لمثل هذه الكتابات بشكل حاد مع أوصاف المؤلفين السود للأميركيين الأفارقة وتجاربهم في المجتمع الأمريكي. تم تصوير الكُتاب الأمريكيين من أصل أفريقي في بعض الأحيان في الدراسات الأمريكية الأفريقية على أنهم يتراجعون عن القضايا العرقية عندما يكتبون عن «العرق الأبيض»، بينما يعرف آخرون هذا على أنه تقليد أدبي أمريكي من أصل أفريقي يسمى «أدب القطيعة البيضاء»، جزء من جهد متعدد الجوانب لتحدي وتفكيك سيادة البيض في الولايات المتحدة.

## أمثلة
كانت من أولى الأعمال العنصرية وأكثرها انتشاراً هي تجارة الرقيق التي كانت تمارَس عادةً ضد الأفارقة السود.كما توجد أمثلة معاصرة للعنصرية مثل:
- العزل العنصري ضد الأفارقة السود (قوانين الفصل في جنوب أفريقيا).
- الحركة الصهيونية ضد السكان العرب لفلسطين.
- الحركة العنصرية ضد اليابانيين في أمريكا خلال الحرب العالمية.
- حركة معاداة السامية ضد اليهود في أوروبا عموماً وفي ألمانيا النازية.
- العنصرية في الإمبراطورية العثمانية وتركيا الحديثة ضد الطوائف المسيحية أدت إلى حدوث مذابح الأرمن والمذابح الآشورية ومذابح اليونانيين وبوغروم إسطنبول،[42][43][44] وكذلك ضد العرب في بدايات القرن العشرين.
- العنصرية ضد الشرق أوسطيين والمسلمين في أمريكا والغرب بعد أحداث 11 سبتمبر.

## خلفية تاريخية
منذ قرون مضت غزت جماعات البدو الناطقة بالهندية - الأوروبية الهند وهي جماعات من أصول آرية. وأنشأت نظام الطبقات وهو نظام نخبوي تَشكّل من خلاله النظام الاجتماعي الذي يفصل الغزاة من غيرهم من القبائل أو السكان الأصليين من خلال إنفاذ وفرض الزواج العنصرى، وقد كان نظاماً صارماً يخضع فيه كل شيء لقوانين صارمة وقد قيد السكان الأصليين بمهن محددة.

### أسبرطة
العسكريون في أسبرطة أسسوا واحداً من أقسى النظم القائمة على العنصرية في التاريخ. أقلية صغيرة كانت تحكم عدداً كبير من السكان من السكان الاصليين، الذين تكاد تنعدم حقوقهم المدنية أو السياسية.

### القرن التاسع عشر
في حين أصبحت العنصرية في القرن التاسع عشر متشابكة بشكل وثيق مع القومية، مما أدى إلى الخطاب القومي العرقي الذي حدد «العرق» مع «الشعبية»، مما أدى إلى حركات مثل رابطة الشعوب الجرمانية، القومية التركية، القومية العريبة، والقومية السلافية، العنصرية في القرون الوسطى، قسمت الأمة على وجه التحديد إلى «أعراق» غير بيولوجية مختلفة، والتي كان يعتقد أنها نتيجة للفتوحات التاريخية والصراعات الاجتماعية. وقد تتبع ميشال فوكو أنساب العنصرية الحديثة إلى هذا «الخطاب التاريخي والسياسي للصراع العرقي» في القرون الوسطى. ووفقاً له، فقد قسمت نفسها في القرن التاسع عشر وفقاً لخطين متنافسين: فمن ناحية، تم دمجها من قبل العنصريين وعلماء الأحياء وعلماء النسل، الذين أعطوها الشعور الحديث بـ «العرق»، كما حولوا هذا الخطاب الشعبي إلى«عنصرية الدولة»(مثل النازية). من ناحية أخرى، استولت الماركسية أيضاً على هذا الخطاب القائم على افتراض الصراع السياسي الذي وفر المحرك الحقيقي للتاريخ واستمر في العمل تحت مسمى السلام. وهكذا، حوّل الماركسيون المفهوم الأساسي لـ «العرق» إلى المفهوم التاريخي«للصراع الطبقي»، الذي تم تعريفه بمواقف منظمة اجتماعياً: رأسمالية أو بروليتاريا، في  «إرادة المعرفة»  (1976)، حلل فوكو خصمًا آخر لخطاب «الصراع العرقي»: التحليل النفسي لـ سيغموند فرويد، الذي عارض مفهوم «وراثة الدم»، السائد في الخطاب العنصري في القرن التاسع عشر.
وقد قال مؤلفون مثل حنة أرنت، في كتابها عام 1951  «أصول الشمولية»- إن الأيديولوجية العنصرية(العنصرية الشعبية)التي تطورت في نهاية القرن التاسع عشر ساعدت في إضفاء الشرعية على الفتوحات الإمبريالية للأراضي الأجنبية والفظائع التي رافقتها في بعض الأحيان (مثل التطهير العرقي في ناميبيا في 1904-1907 أو الإبادة الجماعية للأرمنفي 1915-1917). إن قصيدة روديارد كيبلينغ،  عبء الرجل الأبيض  (1899)، هي واحدة من أكثر الرسوم التوضيحية شهرة للاعتقاد بالتفوق المتأصل للثقافة الأوروبية على بقية العالم، على الرغم من أنه يعتقد أيضا أن يكون تقييما ساخرا لمثل هذه الإمبريالية. وهكذا ساعدت الأيديولوجية العنصرية على إضفاء الشرعية على غزو الأراضي الأجنبية وإدماجها في إمبراطورية، والتي اعتبرت التزاما إنسانيا جزئيا نتيجة لهذه المعتقدات العنصرية.

### ألمانيا النازية1933م-1945م
فرض حظر الزواج من خارج العِرق الآرى هو جزء من القوانين التي سُنّت في نورمبرغ على أيدي النازيين في ألمانيا ضد الجالية اليهودية الألمانية خلال الثلاثينيات من القرن العشرين. وقد كانت القوانين تحظر الزواج بين اليهود والألمان الآريه، التي صُنفت على أنها أجناس مختلفة. في إطار القانون العام للحكومة في بولندا المحتلة في 1940م، تم تقسيم السكان إلى مجموعات مختلفة وبحقوق مختلفة في الحصص الغذائية، النقل العام، والمحال في إطار العزل العنصري.

## أسباب نشوء العنصرية في العالم من منظور تطوري
خلال مراحل التاريخ التطوري للإنسان عندما كان الإنسان جامع للصيد حيث أن ظهور صياد آخر في نفس المكان وبضبط نفس البقعة يؤدي إلى انخفاض عدد الحيوانات والنباتات التي يمكننا الحصول عليها.وإذا كانوا أقرباء فإنه من الممكن أن يتشاركوا ذلك الطعام – أو على الأقل يمكن لجيناتهم المشتركة عبر القرابة أن تستفيد من هذا الاختلاط. لكن أي شخص تبدو عليه علامات ثقافة مختلفة فانه من المرجّح سيكون منافِساً لنا بحسب رأي الدكتورة ڤيكتوريا آيسس من جامعة ويسترن اورانيو في لندن.
غرائزنا أيضاً تجعلنا حذرين من التواصل مع الغرباء أو الناس المختلفين، لأننا نعتقد بأن في ذلك حماية لنا من بعض الإصابات المرضية كما فعل أسلافنا ذلك في الماضي، كما يقول مارك سكلر من جامعة برتش كولومبيا في كندا. المجاميع المنعزلة عن بعضها تمتلك تاريخ حافل بأمراض مختلفة التي تعرضت لها ثم اكتسبت المناعة لتلك الأمراض. على سبيل المثال المرض الذي يحمله شخص بدون أن يؤذيه قد يسبب المرض والهلاك لآخر من مجموعة مختلفة (لاختلاف أنظمة المناعة)، كما حدث لسكان أمريكا المحليين بعد وصول الأوربيين إليهم.
أيضاً لاحظ ستيڤن نيوبرگ من جامعة ولاية أريزونا أن الجماعات طورت فيما بينها وسائل خاصة بها للنجاة حيث يقول “الغرباء القادمون لهم قواعدهم وقوانينهم الخاصة التي ربما تعيق التنسيق المجتمعي السائد للقيام بفعاليات مهمة للمجتمع، أو ربما بدلاً من ذلك، يقوم عدد من أعضاء المجتمع المضيف باتباع قوانين وقواعد أولئك الغرباء.قد تُحدث الفوضى إذا قامت المجموعة المضيفة باتخاذ قرار بالإجماع يتناسب مع ثقافتها السائدة، بينما هذا الأمر قد يعتبره الغرباء القادمون نوع من أنواع الاستبداد”.
كخلاصة فإن المناعة والأمراض ستُشكّل نوعاً من الانتقاء الطبيعي الذي سيُغربِل ويقتل الأشخاص المرحبين بالغرباء عن طريق الأمراض التي سيأخذونها منهم بينما سيبقى العنصريون، وجهة نظر الموارد الاقتصادية والمنافسة أيضاً واردة وكذلك ما يتعلق بالقوانين والتقاليد المشتركة التي قد تتعرض للفوضى عند دخول الغرباء وهذا ما سيؤدي إلى نوع آخر للانتقاء عبر التاريخ.

## العنصرية برعاية الدولة
لعبت عنصرية الدولة -وهي اعتماد مؤسسات وممارسات دولة ما على أيديولوجيا عنصرية- دوراً هاماً في كل أمثلة الاستعمار الاستيطاني من الولايات المتحدة إلى أستراليا، كما لعبت دوراً بارزاً في نظام ألمانيا النازية وفي الأنظمة الفاشية في جميع أنحاء أوروبا وفي السنوات الأولى من فترة شووا في اليابان. دعمت هذه الحكومات وطبّقت أيديولوجيات وسياسات عنصرية وكارهة للأجانب، وفي حالة النازية دعمت سياسة الإبادة الجماعية. دعمت سياسات زيمبابوي التمييز العنصري ضد البيض، في محاولة لتطهير الدولة عِرقياً.
منعت قوانين نورمبرغ في 1935م العلاقات الجنسية بين العرق الآري وبين اليهود باعتبارها Rassenschande «تلوث عرقي». حرمت قوانين نورمبرغ كل اليهود (حتى أنصاف وأرباع اليهود) من مدنيتهم الألمانية، مما عنيَ أنه لم يعد لهم أي حقوق مدنية مثل حق التصويت. في 1936م، حُرم اليهود من كل الوظائف المهنية، مما أدى إلى منع وجود أي تأثير لهم على التعليم أو السياسة أو التعليم العالي أو الصناعة. في 15 نوفمبر 1938م، حُرم الأطفال اليهود من ارتياد المدارس العادية. في 15 نوفمبر 1939م، كانت كل المصانع الألمانية قد انهارت تحت الضغط المالي وتراجُع المكاسب، أو أُقنعت ببيعها للحكومة النازية. قلل هذا أيضاً من حقوقهم الإنسانية إذ كانوا منفصلين في معظم الجوانب عن السكان الألمان. كان هناك قوانين مشابهة في كل من بلغاريا والمجر ورومانيا والنمسا.
من المعروف تطبيق الحزب الوطني في جنوب أفريقيا لعنصرية الدولة الدستورية أثناء نظام الأبارتايد بين 1948م و1994م. في هذه الفترة، تم تطبيق العديد من تشريعات الأبارتايد في الأنظمة القانونية لجعل الأمر قانونياً أن يكون للبيض الجنوب أفريقيين حقوق أعلى من حقوق غير البيض. لم يكن من المسموح للجنوب أفريقيين من غير البيض بالتدخل في أي من أمور الحكومة بما في ذلك التصويت أو الوصول إلى الرعاية الطبية المناسبة أو استخدام الخدمات الأساسية بما في ذلك المياه النظيفة أو الكهرباء أو ارتياد المدارس العامة. كان الجنوب أفريقيين من غير البيض ممنوعين أيضاً من الوصول إلى بعض الأماكن العامة، ومن استخدام بعض وسائل المواصلات العامة، وكانوا مُلزمين بالعيش في أماكن معينة مخصصة لهم. كانت ضرائب غير البيض أيضاً مختلفة عن ضرائب البيض كما كان مطلوباً منهم أن يحملوا بعض الوثائق الإضافية طوال الوقت للتأكيد على كونهم جنوب أفريقيين غير بيض. تم إلغاء كل هذه القوانين والتشريعات العنصرية من خلال سلسلة من قوانين حقوق الإنسان التي تم تطبيقها في نهاية عصر الأبارتايد في بداية التسعينيات.
الدستور الحالي لليبيريا –كما تم تشريعه في سنة 1984م- هو دستور عنصري في المادة رقم 27 حيث لا يسمح لغير السود بحمل الجنسية الليبيرية: «فقط الأشخاص الزنوج أو المنحدرون من سلالة زنجية هم من يتأهلون عن طريق الميلاد أو طبيعياً ليكونوا مواطنين في ليبيريا».

## مناهضة العنصرية
تشمل مناهضة العنصرية المعتقدات والأفعال والحركات والسياسات التي يتم تبنيها أو تطويرها بهدف معاداة ومناهضة العنصرية عموماً، تشجع مناهضة العنصرية على مجتمع متكافئ لا يتم التمييز بين الناس فيه على أساس العِرق. الحركات مثل حركة الحقوق المدنية وحركة مناهضة الأبارتايد هي أمثلة للحركات المناهضة للعنصرية. عادة ما تُمدح المقاومة السلمية كعنصر فعال في حركات مناهضة العنصرية، على الرغم من أنها لم تكن الحالة دائماً.

## العنصرية العلمية
مقالة مفصلة: العنصرية العلمية

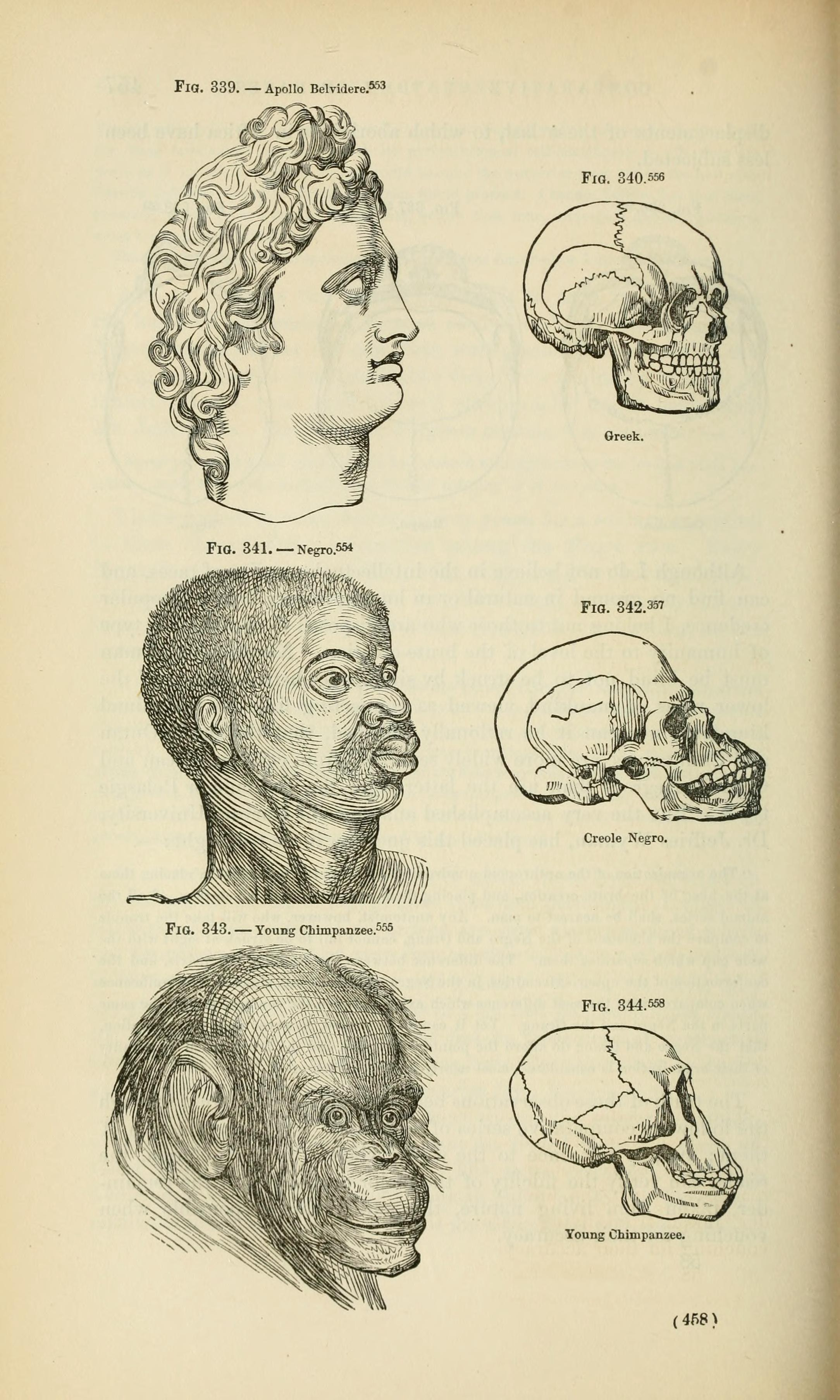
رسومات من جوزيا س. نوت وجورج غليدون أعراق السكان الأصليين من الأرض (1857م), الذي اقترح أن "الأشخاص سود البشرة يقعون بين الأشخاص بيض البشرة والشمبانزي من حيث الذكاء".

وضع التعريف البيولوجي الحديث للعِرق في القرن التاسع عشر مع النظريات العنصرية العلمية. يشير مصطلح العنصرية العلمية إلى استخدام العلم لتبرير ودعم المعتقدات العنصرية، التي تعود إلى أوائل القرن الثامن عشر، على الرغم من أنها اكتسبت معظم نفوذها في منتصف القرن التاسع عشر، خلال فترة الإمبريالية الجديدة. والمعروف أيضاً باسم العنصرية الأكاديمية.
وقد اقترنت هذه النظريات العنصرية التي طُرحت على الفرضية العلمية مع نظريات أحادية الخط للتقدم الاجتماعي، والتي افترضت تفوّق الحضارة الأوروبية على بقية العالم. وعلاوةً على ذلك، كثيراً ما استخدموا فكرة «بقاء الأصلح»، وهو مصطلح صاغهُ هربرت سبنسر في عام 1864م، وارتبط بأفكار المنافسة، التي سميت الداروينية الاجتماعية في الأربعينيات، وعارض تشارلز داروين نفسه فكرة الاختلافات العرقية الجامدة في  نزول الإنسان  (1871م)، حيث جادل بأن البشر كانوا جميعاً من نوع واحد، يتقاسمون النسَب المشترك. واعترف بالاختلافات العرقية على أنها أصناف من الإنسانية، وشدد على أوجه التشابه الوثيقة بين الناس من جميع الأعراق في القدرات العقلية والأذواق والتصرفات والعادات، في حين لا يزال يتناقض مع ثقافة «أدنى الهمج» مع الحضارة الأوروبية.
في نهاية القرن التاسع عشر، تشابك دعاة العنصرية العلمية مع خطابات تحسين النسل «انحطاط العرق» و «وراثة الدم». ومن الآن فصاعداً، يمكن تعريف الخطابات العنصرية العلمية بأنها مزيج من تعدد النسل، والنزعة الأحادية، والداروينية الاجتماعية، والأوجينية. وجدوا شرعيتهم العلمية على الأنثروبولوجيا الفيزيائية، علم الأنثروبوم، وغيرها من التخصصات التي فقدت مصداقيتها الآن من أجل صياغة الأحكام المسبقة العنصرية.
قبل أن يتم استبعاده في القرن العشرين من قِبل المدرسة الأمريكية للأنثروبولوجيا الثقافية (فرانز بواس، إلخ)، والمدرسة البريطانية للأنثروبولوجيا الاجتماعية (برونسيلاف مالينوفسكي، ألفريد رادكليف براون، وما إلى ذلك)، والمدرسة الفرنسية لعلم الإثنولوجيا (كلود ليفي شتراوس، وما إلى ذلك)، فضلا عن اكتشاف التوليف الداروينية الجديدة، مثل هذه العلوم، في علم الإنسان خاصة، واستخدمت لاستنتاج السلوكيات والخصائص النفسية من الخارج، والمظاهر المادية.
أدى التوليف الدارويني الجديد، الذي تم تطويره لأول مرة في ثلاثينيات القرن العشرين، في نهاية المطاف إلى رؤية تُركّز على الجينات للتطور في الستينيات. وفقا لمشروع الجينوم البشري، فإن أكمل رسم خرائط للحمض النووي البشري حتى الآن يشير إلى أنه لا يوجد أساس وراثي واضح للجماعات العرقية. في حين أن بعض الجينات هي أكثر شيوعاً في بعض السكان، لا توجد الجينات التي توجد في جميع أفراد مجموعة واحدة وليس أعضاء من أي دولة أخرى.

## لزيادة الإطلاع
- ثيودور دبليو. ألين. (1994). The Invention of the White Race: Volume 1 London: Verso.
- Allen, Theodore. (1997). The Invention of the White Race: Volume 2 London: Verso.
- Barkan, Elazar (1992), The Retreat of Scientific Racism : Changing Concepts of Race in Britain and the United States between the World Wars, Cambridge University Press, New York.
- Barth, Boris: nbn:de:0159-2010092173 Racism , European History Online, Mainz: Institute of European History, 2011, retrieved: November 16, 2011.
- Bonilla-Silva, Eduardo. 2018. Racism without Racists: Color-Blind Racism and the Persistence of Racial Inequality in the United States. Rowman & Littlefield Publishers, Inc.
- Curta، Florin (2001). The Making of the Slavs: History and Archaeology of the Lower Danube Region, c. 500–700. Cambridge: Cambridge University Press. ISBN:978-1-139-42888-0. مؤرشف من الأصل في 2021-01-16.
- Dain, Bruce (2002), A Hideous Monster of the Mind : American Race Theory in the Early Republic, دار نشر جامعة هارفارد، Cambridge. (18th century US racial theory)
- Daniels, Jessie (1997), White Lies: Race, Class, Gender and Sexuality in White Supremacist Discourse, Routledge, New York.
- Daniels, Jessie (2009), Cyber Racism: White Supremacy Online and the New Attack on Civil Rights, رومان آند ليتل فيلد  [لغات أخرى]‏, Lanham, MD.
- Ehrenreich, Eric (2007), The Nazi Ancestral Proof: Genealogy, Racial Science, and the Final Solution, مطبعة جامعة إنديانا، Bloomington.
- Ewen & Ewen (2006), "Typecasting: On the Arts and Sciences of Human Inequality", Seven Stories Press, New York.
- Feagin, Joe R.  [لغات أخرى]‏ (2006). Systemic Racism: A Theory of Oppression, Routledge: New York.
- Feagin, Joe R. (2009). Racist America: Roots, Current Realities, and Future Reparations, 2nd Edition.Routledge: New York.
- Eliav-Feldon, Miriam, Isaac, Benjamin & Ziegler, Joseph. 2009. The Origins of Racism in the West, Cambridge University Press: Cambridge
- Gibson, Rich (2005) Against Racism and Irrationalism
- Graves, Joseph. (2004) The Race Myth NY: Dutton.
- Ignatiev, Noel. 1995. How the Irish Became White NY: Routledge.
- Isaac, Benjamin. 1995 The Invention of Racism in Classical Antiquity Princeton: دار نشر جامعة برنستون
- Lentin, Alana. (2008) Racism: A Beginner's Guide Oxford: One World.
- كلود ليفي ستروس (1952), Race and History, (يونسكو).
- Memmi، Albert (2000). Racism. University of Minnesota Press. ISBN:978-0-8166-3165-0.
- Moody-Adams، Michele (2005)، "Racism"، في Frey، R.G.؛ Heath Wellman، Christopher (المحررون)، A companion to applied ethics، Blackwell Companions to Philosophy، Oxford; Malden, MA: Blackwell Publishing، ص. 89–101، DOI:10.1002/9780470996621.ch7، ISBN:978-1-4051-3345-6، مؤرشف من الأصل في 2022-05-17.
- Rocchio, Vincent F. (2000), Reel Racism : Confronting Hollywood's Construction of Afro-American Culture, Westview Press.
- Smedley، Audrey؛ Smedley، Brian D. (2005). "Race as Biology if Fiction, Racism as a Social Problem is Real". American Psychologist. ج. 60 ع. 1: 16–26. CiteSeerX:10.1.1.694.7956. DOI:10.1037/0003-066x.60.1.16. PMID:15641918.
- Smedley, Audrey. 2007. Race in North America: Origins and Evolution of a World View. Boulder, CO: Westview.
- Stoler، Ann Laura (1997). "Racial Histories and Their Regimes of Truth". Political Power and Social Theory. ج. 11: 183–206. (علم التاريخ of race and racism)
- بيير أندريه تاغييف (1987), La Force du préjugé : Essai sur le racisme et ses doubles, Tel Gallimard, La Découverte.
- Poliakov, Leon  [لغات أخرى]‏. The Aryan Myth: A History of Racist and Nationalistic Ideas In Europe (Barnes & Noble Books (1996)) (ردمك 0-7607-0034-6).
- Trepagnier, Barbara. 2006. Silent Racism: How Well-Meaning White People Perpetuate the Racial Divide. Paradigm Publishers.
- Twine, France Winddance  [لغات أخرى]‏ (1997), Racism in a Racial Democracy: The Maintenance of White Supremacy in Brazil, Rutgers University Press.
- يونسكو، The Race Question, 1950
- Tali Farkash, "Racists among us" in Y-Net (Yediot Aharonot), "Jewish Scene" section, April 20, 2007
- Winant, Howard  [لغات أخرى]‏ The New Politics of Race (2004)
- Winant, Howard and Omi, Michael  [لغات أخرى]‏ Racial Formation in the United States Routeledge (1986); Second Edition (1994).
- Bettina Wohlgemuth (2007). Racism in the 21st century: how everybody can make a difference. ISBN:978-3-8364-1033-5.
- Wright W.D. (1998) "Racism Matters", Westport, CT: Praeger.

## وصلات خارجية
- المساواة والعدالة والكرامة - الأمم المتحدة